# Karl Richter (Musiker)

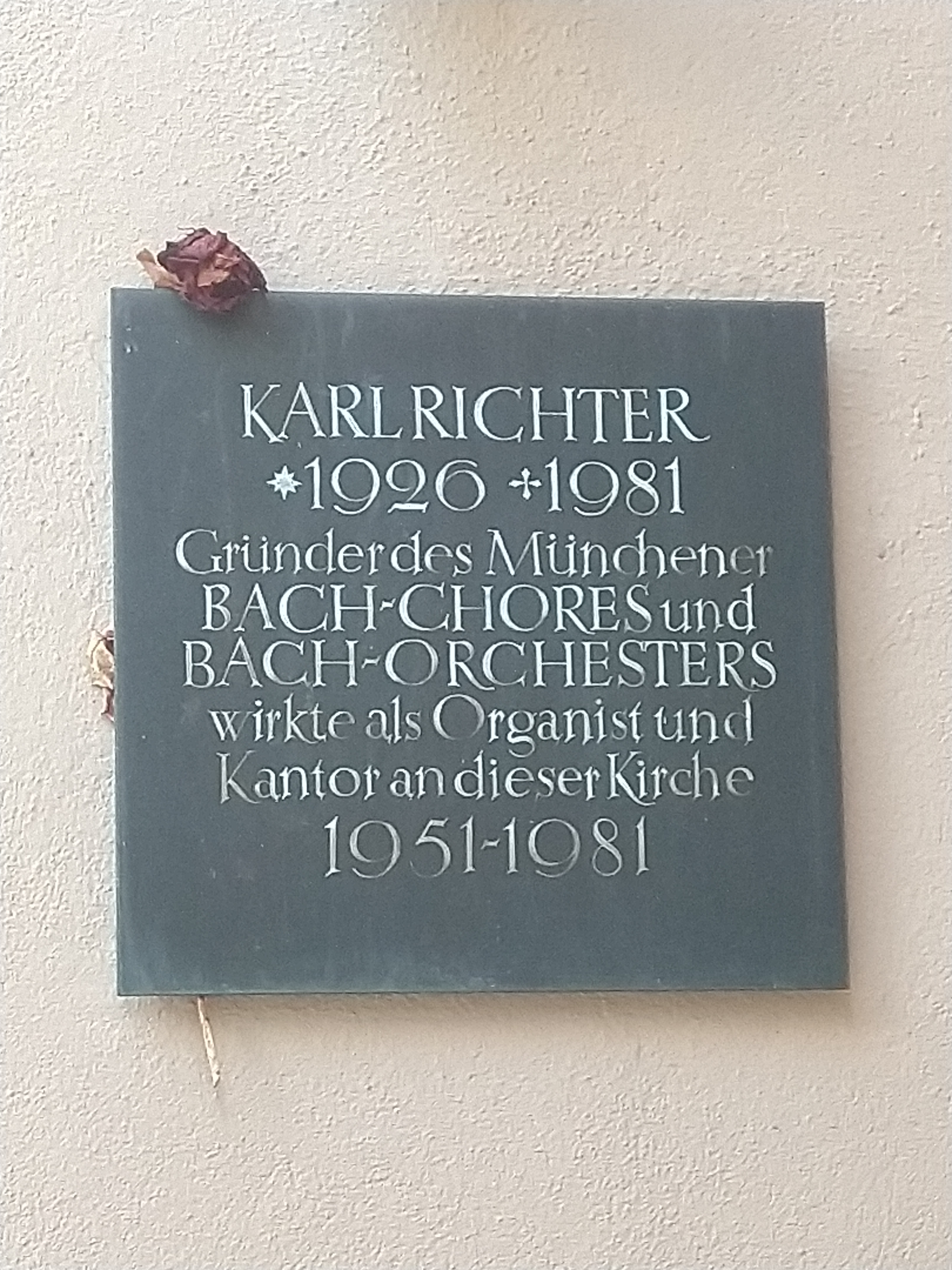
Gedenktafel an der evangelischen Markuskirche in München (Gabelsbergerstraße)

Karl Richter (* 15. Oktober 1926 in Plauen; † 15. Februar 1981 in München) war ein deutscher Dirigent, Chorleiter, Organist und Cembalist.

## Leben und Werk
Karl Richter war viertes von fünf Kindern des evangelischen Pfarrers Christian Johannes Richter und der Clara Hedwig Richter. Seine Familie ging zwei Jahre später nach Marienberg im Erzgebirge. Nach dem frühen Tod seines Vaters 1935 zog die Mutter mit den Kindern nach Freiberg, Sachsen, wo der junge Karl die Gelegenheit erhielt, auf der großen Silbermann-Orgel im Freiberger Dom zu üben. Ab 1937 besuchte er das Kreuzgymnasium in Dresden und war Mitglied des Dresdner Kreuzchores. 1940 nahm ihn Karl Straube nach seinem Ruhestand als letzten Schüler an. 1944 starb seine Mutter, während Richter in den letzten beiden Kriegsjahren den unfreiwilligen Kriegsdienst ausüben musste.
Nach dem Krieg studierte Richter am Konservatorium Leipzig und am Kirchenmusikalischen Institut bei Karl Straube und Günther Ramin. 1949 wurde er Thomasorganist. Die gute Ausbildung bei seinen Lehrern und sein hervorragendes Staatsexamen kamen ihm bei der Bewerbung zu Hilfe.
1950 reiste Richter mit dem Thomanerchor unter der Leitung Ramins nach Süddeutschland und Zürich, wo er seine spätere Frau Gladys kennenlernte. 1951 kehrte er – nur mit einem kleinen Koffer ausgestattet – der DDR den Rücken und ging zunächst nach Zürich, um sich von dort nach einer Stelle umzusehen. Nach einem Probespiel erhielt er 1951 die Stelle als Kantor an der Markus-Kirche in München und folgte einem Ruf der dortigen Hochschule für Musik, Orgellehrer zu werden. Im gleichen Jahr übernahm er den Heinrich-Schütz-Kreis, den späteren Münchener Bach-Chor, und zwei Jahre später das Münchener Bach-Orchester. 1952 heiratete er Gladys Müller in Zürich. Das junge Paar zog im gleichen Jahr nach München, wo 1953 der Sohn Tobias und 1961 die Tochter Simone geboren wurden. Er lehrte an der Münchener Musikhochschule, wo er 1956 zum Professor ernannt wurde. Der Rat der Stadt Leipzig bot ihm 1956 an, Thomaskantor zu werden. Richter lehnte jedoch mit der Begründung ab, er sei zu jung für dieses Amt. Ab 1967 lebte die Familie Richter wieder in der Schweiz.
Richter baute seinen Ruf kontinuierlich aus und war international als Musiker geschätzt. 1964 führte er mit dem Münchener Bach-Chor die erste große Tournee in Italien durch. Danach folgten fast jährlich Auftritte in den USA, Frankreich, Finnland, England, Spanien, Japan, in der Sowjetunion, in der Schweiz oder in Österreich. Richter arbeitete beispielsweise mit den Sopranistinnen Edith Mathis, Ursula Buckel, Helen Donath, Agnes Giebel, Gundula Janowitz, Maria Stader und Evelyn Lear, mit den Altistinnen Hertha Töpper, Marga Höffgen und Christa Ludwig, mit den Tenören Peter Schreier, Fritz Wunderlich, Horst Laubenthal und Ernst Haefliger oder mit dem Bariton Dietrich Fischer-Dieskau, dem Bassbariton Walter Berry und dem Bass Franz Crass zusammen. Auch Instrumentalsolisten wie die Trompeter Maurice André oder Adolf Scherbaum, der Hornist Hermann Baumann, der Flötist Aurèle Nicolet, der Blockflötist Hans-Martin Linde und die Cembalistin Hedwig Bilgram spielten regelmäßig mit Richter. 1955 bis 1964 leitete er als Cembalist und Dirigent die Bachwoche Ansbach.

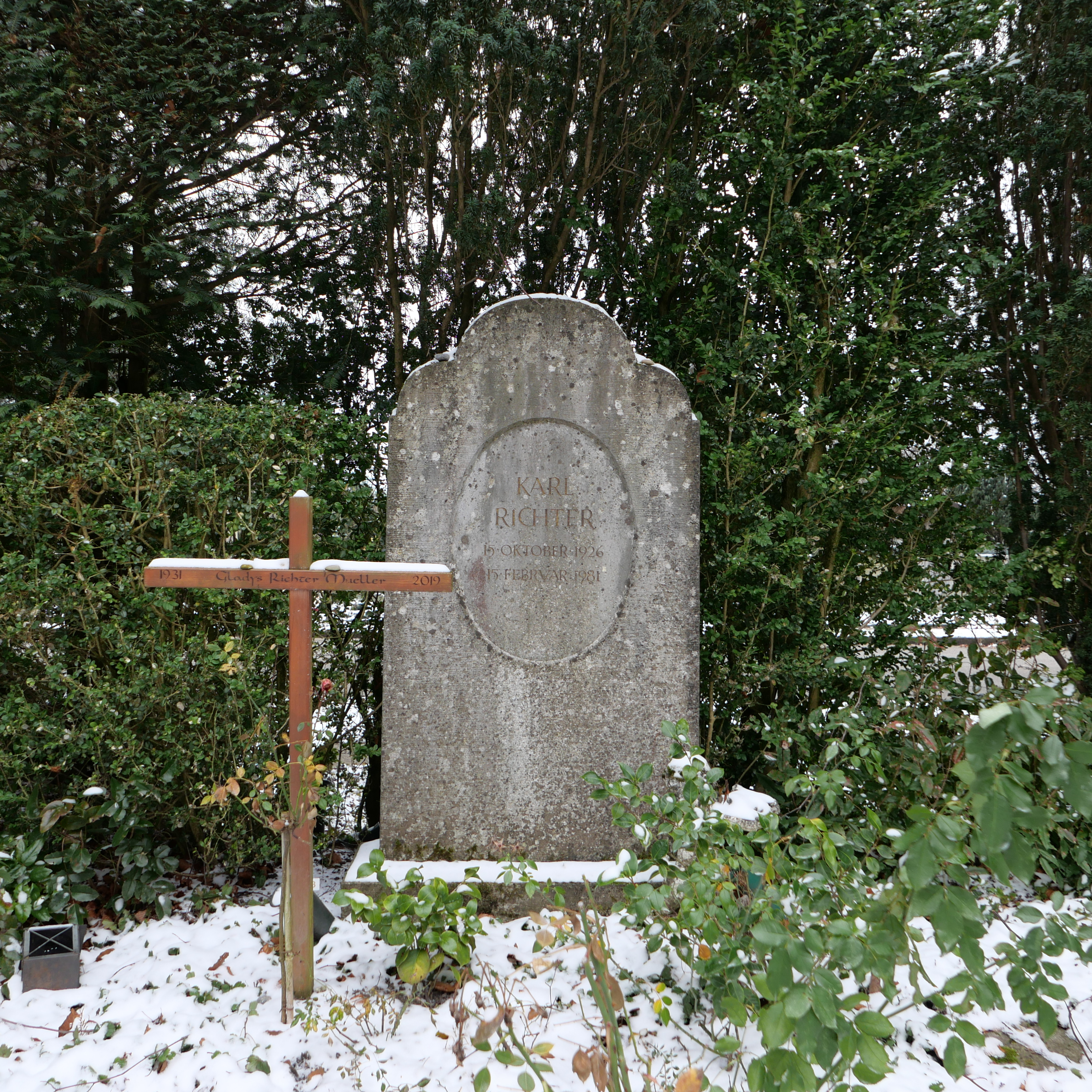
Das Grab im Januar 2024

Richter hatte zu seinen Lebzeiten bei seinen Hörern zahlreiche Fans. John F. Kennedy war einer von ihnen. Am 22. November 1965 gab Richter in der Philharmonic Hall in New York das offizielle Kennedy-Gedächtnis-Konzert, exakt zwei Jahre nach der Ermordung des US-Präsidenten. Richter leitete 1968 in Moskau und Leningrad Aufführungen der Johannes-Passion und der h-Moll-Messe von Johann Sebastian Bach. Seine Interpretation des 2. Brandenburgischen Konzertes führt den musikalischen Teil der Schallplatte Voyager Golden Record an, die als Botschaft der Menschheit an Bord der Sonden Voyager 1 und Voyager 2 unser Sonnensystem verlassen hat.
Richter starb 1981 im Alter von 54 Jahren an Herzversagen in einem Hotel in München. Er wurde auf dem Friedhof Enzenbühl (FG 81163) in Zürich beerdigt. Im Gedächtniskonzert für Karl Richter am 3. Mai 1981 dirigierte sein Freund Leonard Bernstein den Münchener Bach-Chor und das Bach-Orchester im Herkulessaal der Münchner Residenz. Richters 1931 geborene Frau Gladys (geb. Müller) verstarb 2019 und wurde in seinem Grab beigesetzt.

## Stil und Repertoire

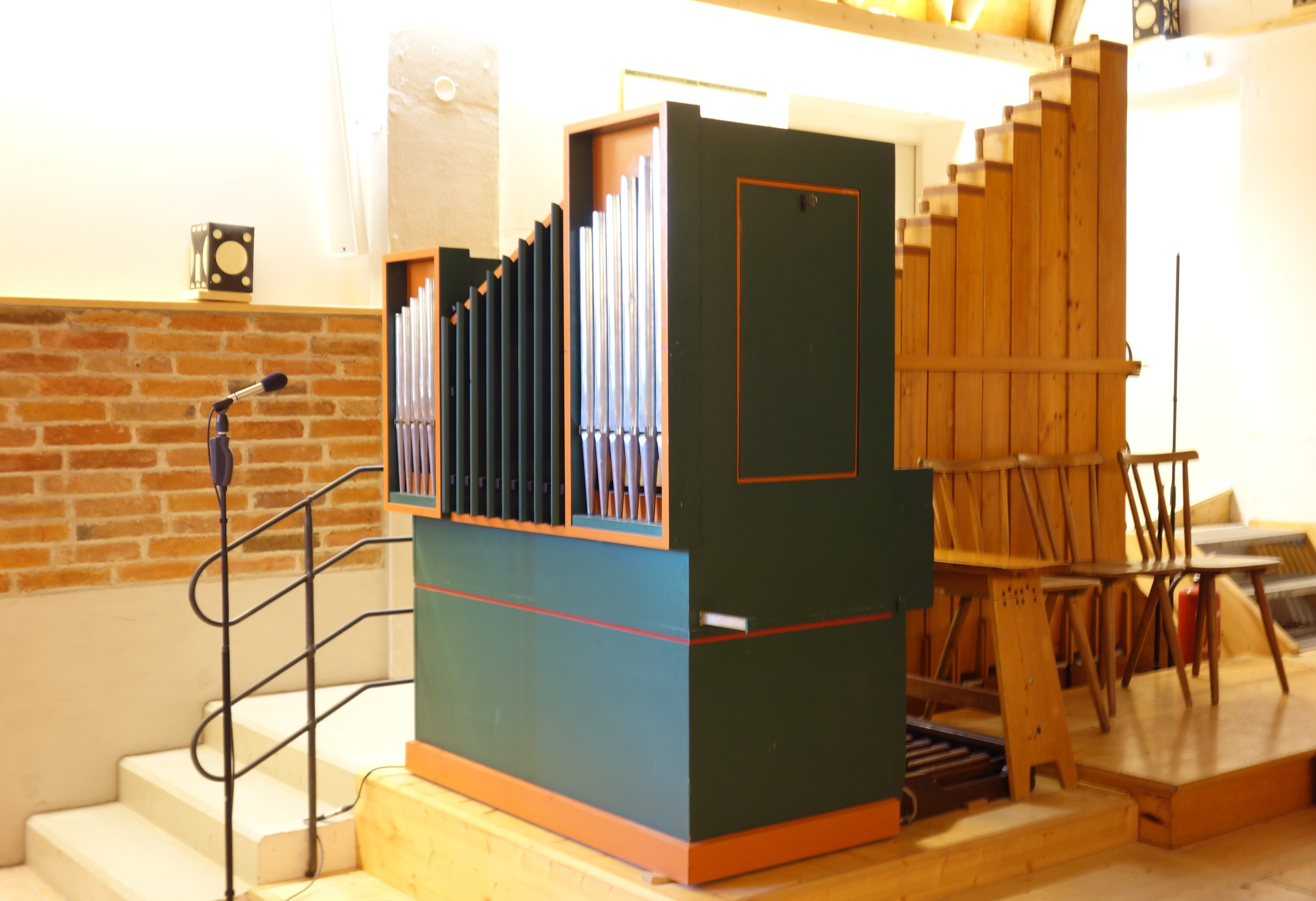
Reise-Orgel von Karl Richter

Von 1953 bis zu seinem Tod war Richter einer der weltweit bekanntesten Interpreten der Musik Johann Sebastian Bachs und Georg Friedrich Händels. Weniger bekannt ist, dass Richter auch Werke anderer Komponisten aufgeführt und eingespielt hat, beispielsweise von Joseph Haydn, Johannes Brahms, Anton Bruckner oder Antonín Dvořák. Sein Stil war geprägt von Expressivität und impulsiver Musizierfreude. Musikkritiker bemängelten gelegentlich Richters „romantisierende“ Bach-Interpretationen oder den Einsatz stark besetzter Chöre. Die gleichzeitig aufkommende historische Aufführungspraxis mit Originalinstrumenten interessierte Richter nicht besonders, auch wenn er sich gelegentlich daran versuchte. Letztlich blieb er seinem Stil bis zu seinem Tod treu.
Als Solist auf dem Cembalo und an der Orgel setzte Karl Richter Maßstäbe: So sind die 1978 entstandenen Interpretationen der („Dorischen“) Toccata und Fuge d-Moll BWV 538 oder der Passacaglia c-Moll BWV 582 auf der Silbermann-Orgel im Freiberger Dom bis heute interessante Einspielungen dieser Schlüsselwerke Johann Sebastian Bachs. Ähnliches gilt für die Einspielung von Bachs Orgelkonzerten (BWV 592–597, nach Vivaldi) auf der Silbermannorgel im Arlesheimer Dom 1973. Auch die Interpretation der Toccata und Fuge d-Moll BWV 565 an der Orgel in der Victoria Hall in Genf gilt bis heute als Referenzaufnahme. Auf der Aufnahme von Bachs Goldberg-Variationen mit dem Label Deutsche Grammophon im Jahr 1970 zeigt Karl Richter sein Können auf dem Cembalo.
Bei der Vorbereitung seiner Live-Konzerte als Orgelvirtuose – beispielsweise in Ottobeuren – versuchte Richter die maximale Klangwirkung im Raum zu erreichen. Dies gelang ihm unter anderem durch eine gründlich ausgearbeitete Phrasierung auf dem Instrument. Richter war zu seiner Zeit neben Helmut Walcha der bedeutendste Interpret der Orgelmusik Johann Sebastian Bachs. Ein Konzert an der Basilika Ottobeuren wurde verfilmt.
Richter ist es zu verdanken, dass in den 1950er-Jahren Schallplattenaufnahmen mit klassischer Musik einem breiten Publikum bekannt gemacht wurden. Die erstmalige Einspielung der Matthäus-Passion bei der Archiv Produktion 1958 erlangte unter Verwendung eines mächtigen Chores viel Aufmerksamkeit. Diese Aufnahme auf einer LP-Kassette wurde in den folgenden sieben Jahren 50.000 Mal verkauft. 1964 folgte die Einspielung von Bachs Johannes-Passion. 1980 kam eine weitere Einspielung der Matthäus-Passion mit dem Münchener Bach-Chor heraus, ebenfalls unter dem Label der Archiv Produktion.
Schon im Alter von 30 Jahren wurde Karl Richter das Amt als Thomaskantor in Leipzig angeboten. Doch Richter lehnte ab. Er sagte dazu später: „Es wäre die Krönung meiner Karriere gewesen. Aber ich habe in München etwas aufgebaut, was ich nicht mehr aufgeben kann.“ Schüler von Karl Richter sind Hedwig Bilgram, Elmar Schloter, Günter Jena, Walther R. Schuster, Albrecht Haupt, Wolfgang Wünsch, Rudolf Kelber und Karl Maureen. Mit dem Münchner Geiger Otto Büchner (1924–2008) bestand eine musikalische und persönliche Partnerschaft.

## Diskografie (Auswahl)
- Johann Sebastian Bach: Matthäus-Passion. Mit Keith Engen, Dietrich Fischer-Dieskau, Max Proebstel, Irmgard Seefried, Hertha Toepper, Münchener Bach-Chor und Bach-Orchester  (Archiv Produktion; 1958)
- Johann Sebastian Bach: Matthäus-Passion. Mit Peter Schreier, Dietrich Fischer-Dieskau, Matti Salminen, Edith Mathis, Janet Baker, Münchener Bach-Chor und Bach-Orchester (Deutsche Grammophon; 1980)
- Johann Sebastian Bach: Matthäus-Passion. Mit Helen Donath, Julia Hamari, Peter Schreier, Walter Berry, Siegmund Nimsgern, Münchener Bach-Chor und Bach-Orchester (Deutsche Grammophon; 1972) DVD
- Johann Sebastian Bach: Johannes-Passion. Mit Ernst Haefliger, Hermann Prey, Keith Engen, Evelyn Lear, Hertha Töpper, Münchener Bach-Chor und Bach-Orchester (Deutsche Grammophon; 1964)
- Johann Sebastian Bach: Weihnachtsoratorium. Mit Fritz Wunderlich, Franz Crass, Gundula Janowitz, Christa Ludwig, Münchener Bach-Chor und Bach-Orchester (Archiv Produktion; 1965)
- Johann Sebastian Bach: Die 6 Orgelkonzerte. Silbermann-Orgel Arlesheim (Polydor und Archiv Produktion; 1974)
- Johann Sebastian Bach: Dorische Toccata und Fuge, Passacaglia. Silbermann-Orgel zu Freiberg (Archiv Produktion; 1978)
- Johann Sebastian Bach: Toccata und Fuge, Famous Organ Works. Victoria Hall Genf (Decca; 1960 und 1967)
- Johann Sebastian Bach: Goldberg-Variationen. Cembalo (Deutsche Grammophon; 1970)
- Johannes Brahms: Ein deutsches Requiem. Mit Evelyn Lear und Thomas Stewart, Orchestre Philharmonique de Radio France (EMI; 1964)
- Georg Friedrich Händel: Der Messias. Mit Ernst Haefliger, Franz Crass, Gundula Janowitz, Hertha Marga Höffgen, Münchner Bach-Chor und Bach-Orchester (Deutsche Grammophon; 1965)

## Filmdokumentation
- 1986: Karl Richters Vermächtnis (The Legacy of Karl Richter). Regie: Klaus Lindemann (DVD: Deutsche Grammophon, 2006)